# 阿布·赛义德·乔杜里
阿布·赛义德·乔杜里（1921年1月31日—1987年8月2日），孟加拉国坦盖尔县人，孟加拉国政治人物、教育家、法学家，曾任孟加拉国总统。此外他还担任过联合国人权理事会主席、达卡大学副校长和孟加拉国政府负责侨务和联合国事务的特别代表。

## 生平

### 早年生涯
阿布·赛义德·乔杜里出生于柴明达尔家庭（印度的一种地主），父亲阿卜杜勒·哈米德·乔杜里曾任东巴基斯坦省议会议长，曾被大英帝国授予“汗巴哈杜尔”，但他因反对英国暴政和政治干涉而拒绝接受荣誉。
1940年，乔杜里毕业于加尔各答总统大学，获文学士。1942年，他获得加尔各答大学法学士学位。大学时代是学生会总书记，后去英国进修法律。1946年，任全印度穆斯林学生联合会英国分会主席。1947年，在英国林肯法学院取得律师资格。同年回国后，他进入加尔各答高等法院；1948年，在达卡高等法院任职。
1959年10月，出任公司法律委员会委员。1960年3月，任东巴基斯坦总检察长。1960年至1961年，任宪法委员会委员。1961年，当选为世界国际法协会巴基斯坦分会委员。1961―1972年任达卡高等法院法官。1963-1968年，任发展孟加拉语中央委员会主席。1969年12月2日，任达卡大学副校长。1971年1月，任联合国人权委员会委员。同年为抗议巴基斯坦军队杀害学生和教师，1972年1月20日，他辞去达卡大学副校长职务。

### 进入政界
1971年4月至1972年1月，他先后任孟加拉国政府负责侨务和联合国事务的特别代表、驻英国高级专员驻纽约代表团团长。1972年1月12日，孟加拉国正式成立，他当选为总统。同年11月访问印度时，被授予加尔各答大学名誉法学博士学位。1973年4月10日，他再次当选总统兼农业大学校长，同年12月辞去总统职务。1974至1975年，出任部长级政府特别代表，负责对外关系和国际机构事务。1975年8月，任外交部长，一度兼任港务和航运部长。
1977年，任开放大学名誉研究员。1977年起，乔杜里任孟加拉国驻联合国世界卫生组织、教科文组织和国际原子能机构的代表团团长。1978年，当选为联合国防止歧枧和保护少数民族小组委员会委员。1982年8月，升任该小组委员会主席。1983年出席在日内瓦举行的联合国人权委员会会议，并当选为委员会亚洲组主席。1985年至1986年，出任人权委员会主席。

### 去世
1987年8月2日，乔杜里在英国伦敦期间因心脏病逝世，之后在家乡安葬。

## 著作
- Probashe Muktijuddher Dinguli
- Manobadhikar
- Human Rights in the Twentieth Century
- Muslim Family Law in the English Courts[8]